# Arbeiterbewegung

Die rote Fahne als Zeichen der Arbeiterbewegung

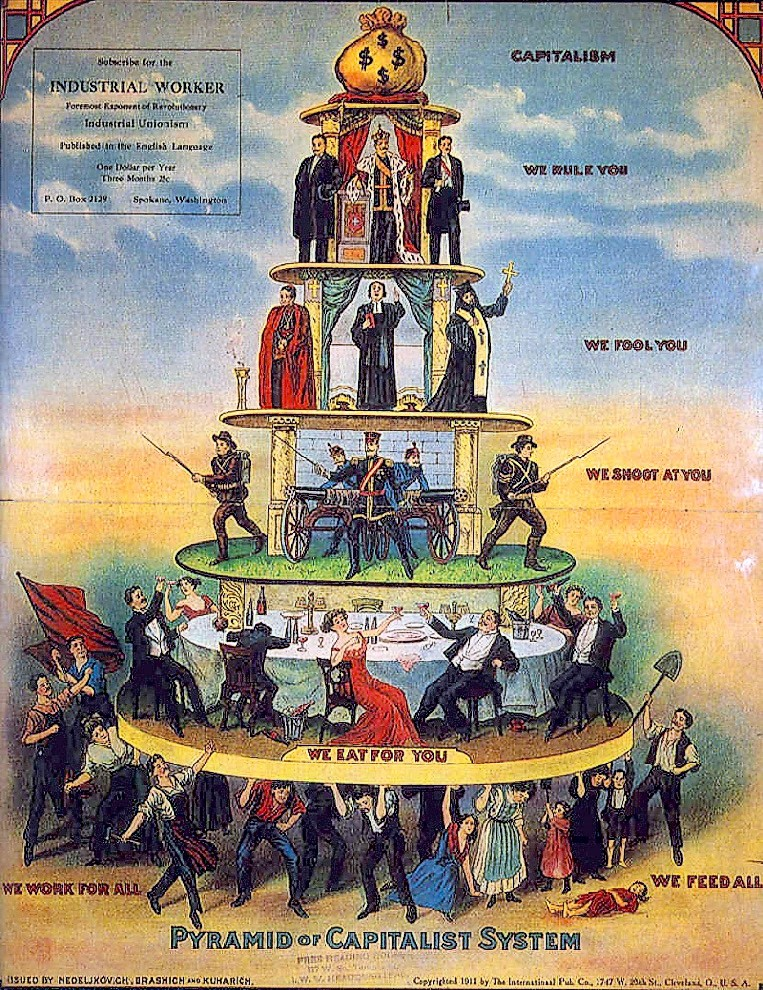
Kritische Zeichnung zur Verdeutlichung der Klassengesellschaft (1911)

Der Begriff Arbeiterbewegung hat zwei Bedeutungen:
- Unter Arbeiterbewegung in einem weiteren Sinne versteht man soziale Massenbewegungen abhängig Beschäftigter in Gesellschaften mit beginnender und fortschreitender industriekapitalistischer Produktionsweise. Sie hat die Emanzipation der Arbeiterklasse oder die konkrete Verbesserung ihrer Lebensbedingungen zum Ziel. Zu ihren Begleitphänomenen gehören soziale Unruhe, Proteste, Streiks u. a. auch ohne organisatorische Verfestigung.

- Arbeiterbewegung im engeren Sinne ist der organisatorische Zusammenschluss von Handwerkern und Lohnarbeitern in Arbeitervereinen, Gewerkschaften und Parteien zur Verbesserung ihrer sozialen Lage und Erkämpfung politischer Rechte unter Bedingungen kapitalistischer Ausbeutung und politischer Unterdrückung (z. B. Koalitionsverbot).

## Organisationsformen
Die Arbeiterbewegung im engeren Sinn besteht insbesondere in Mitteleuropa typischerweise aus vier Grundtypen:
1. Die Gewerkschaften sind die Interessenvertretungen der Beschäftigten in den Betrieben und setzen sich unter anderem für höhere Löhne und bessere Arbeitsbedingungen ein.
2. Arbeiterparteien als politische Organisationen. Oftmals haben diese marxistische Wurzeln (sozialistische, sozialdemokratische oder kommunistische Parteien)
3. Genossenschaften (beispielsweise Konsumgenossenschaften, Wohnungsbaugenossenschaften) als Selbsthilfeorganisationen.
4. Freizeit- und Bildungsvereine wie unter anderem Arbeiterbildungsvereine, Arbeitersportvereine, Arbeitergärten, 1895 Touristenvereine die Naturfreunde und 1905 die Naturfreunde-Internationale.

## Geschichte

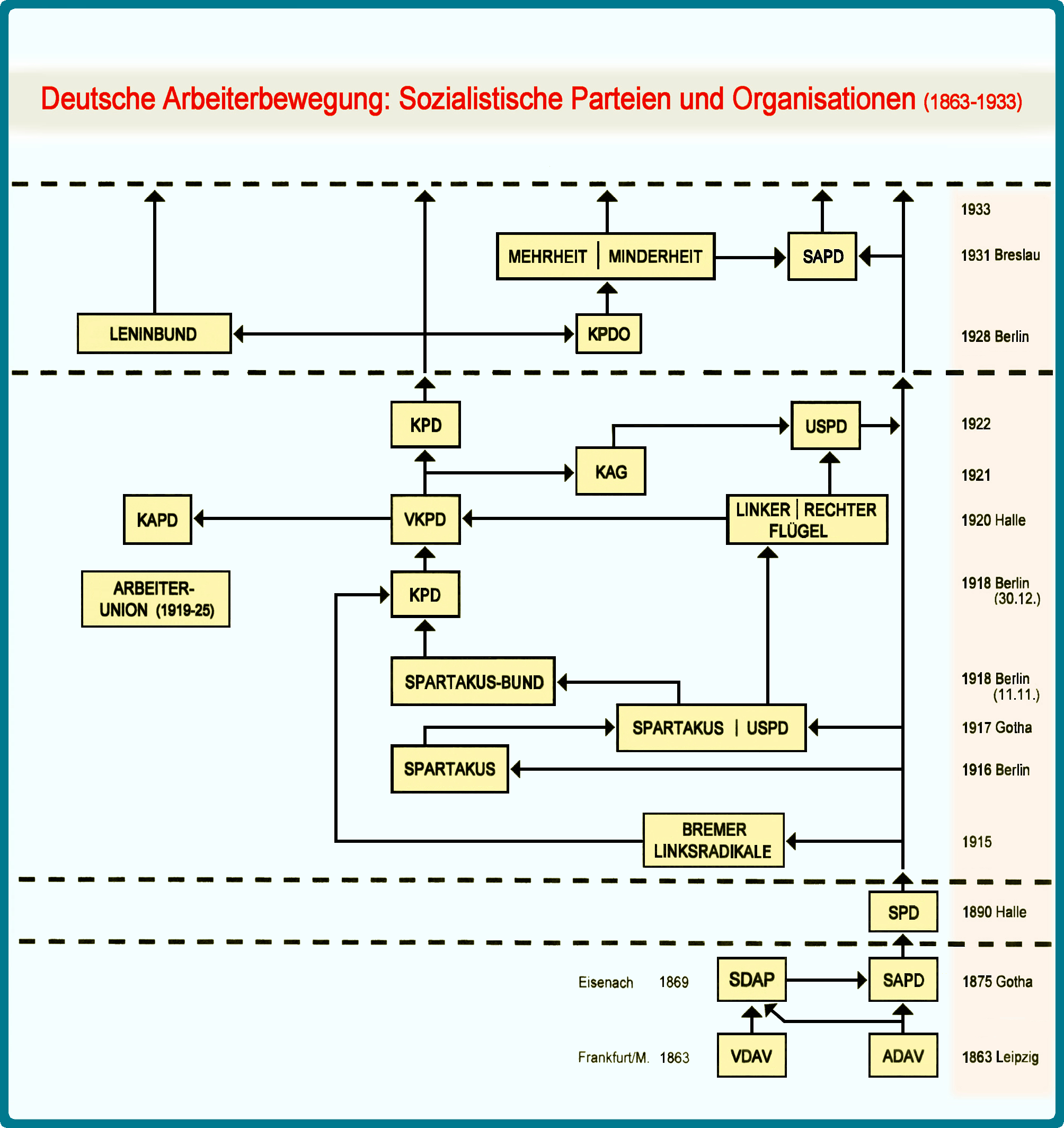
Sozialistische Parteien und Organisationen (1863–1933) der Arbeiterbewegung in Deutschland

Eine zentrale Voraussetzung für das Entstehen der Arbeiterbewegung und ihrer Organisationen waren die den frühen Industriearbeitern (Proletariat) gemeinsamen sozialen, wirtschaftlichen und politischen Erfahrungen unter Bedingungen kapitalistischer Industrialisierung und politischer Unterdrückung. Als „freigesetzte“ Arbeitskräfte erfuhren ehemalige Landarbeiter und Bauern sowie sozial deklassierte Handwerker erstmals den durch Maschinen diktierten industriellen Arbeitsrhythmus in den frühen Fabriken, den dark Satanic mills (William Blake). Hinzu kamen die innerbetrieblichen Herrschaftsverhältnisse – Karl Marx sprach von der „Despotie der Fabrik“ – sowie die miserablen Lebensbedingungen („Verelendung“) in den proletarischen Wohnquartieren der rasch wachsenden Städte.
Das Land der ersten Industriellen Revolution, England, war auch das Land mit der ersten Arbeiterbewegung. Falsch ist es jedoch, die Maschinenstürmer (Luddites) zu Anfang des 19. Jahrhunderts als deren Begründer anzusehen. Vor dem Luddismus gab es in England Ende des 18. Jahrhunderts bereits Zusammenschlüsse von Handwerkern und Arbeitern in politischen Gesellschaften, die für das allgemeine und gleiche Wahlrecht kämpften und verfolgt wurden (London Corresponding Society mit ihrem Sekretär Thomas Hardy; später die Chartisten) und auch Gewerkschaften (Sidney und Beatrice Webb datieren die früheste, die Free Journeymen Printers, auf 1666). Die frühen Gewerkschaften tarnten sich häufig als „Unterstützungskassen“ (friendly societies), um sich vor polizeilicher Verfolgung unter dem Koalitionsverbot (1825 in England aufgehoben) zu schützen.
In der Frühzeit der Arbeiterbewegung waren die Organisations- und Protestformen noch wenig gefestigt. Sie reichten von Ad-hoc-Koalitionen über Hilfskassen zur gegenseitigen Unterstützung bis zu plebejischen Wahlrechtsvereinigungen, und fluktuieren zwischen Petitionen und Deputationen, Streiks und Boykotts, Aufruhr und Maschinensturm, die von lockeren, meist lokal begrenzten Assoziationen der Lohnarbeiter „organisiert“ werden, um ihre soziale Lage zu verbessern. Wie weit diese Zeit noch von geordneten Verhandlungen zwischen Unternehmern und Lohnarbeitern entfernt war, lässt sich an Eric Hobsbawms im Zusammenhang mit dem Maschinensturm geprägten Begriff vom collective bargaining by riot (Tarifverhandlung durch Aufruhr) erahnen.
Der Aufschwung der Arbeiterbewegung war eng mit den Barrikadenkämpfen der Revolutionen der 1840er Jahre in verschiedenen europäischen Ländern verbunden. Karl Marx und Friedrich Engels waren die Theoretiker der sozialistisch-kommunistischen Strömung innerhalb der Arbeiterbewegung. Sie führten den 1847 in London aus dem Bund der Gerechten hervorgegangenen Bund der Kommunisten an, in dessen Auftrag sie im Februar 1848 das Manifest der Kommunistischen Partei veröffentlichten. Dieses Manifest wurde mit seinem internationalistischen Anspruch unter dem Motto „Proletarier aller Länder, vereinigt euch!“ zur Grundlage der parteipolitisch organisierten sozialistischen bzw. später explizit kommunistischen Arbeiterbewegung.
1864 wurde in London der erste internationale Zusammenschluss von Arbeitergesellschaften, die
Internationale Arbeiterassoziation (IAA) gegründet, auch „Erste Internationale“ genannt. Die IAA vereinigte nach den provisorischen Statuten „Arbeitergesellschaften, welche dasselbe Ziel verfolgen, nämlich: den Schutz, den Fortschritt und die vollständige Emanzipation der Arbeiterklasse“. Als Mitglied des Generalrats verfasste Karl Marx dessen programmatische Dokumente und eine Anzahl von Aufrufen.

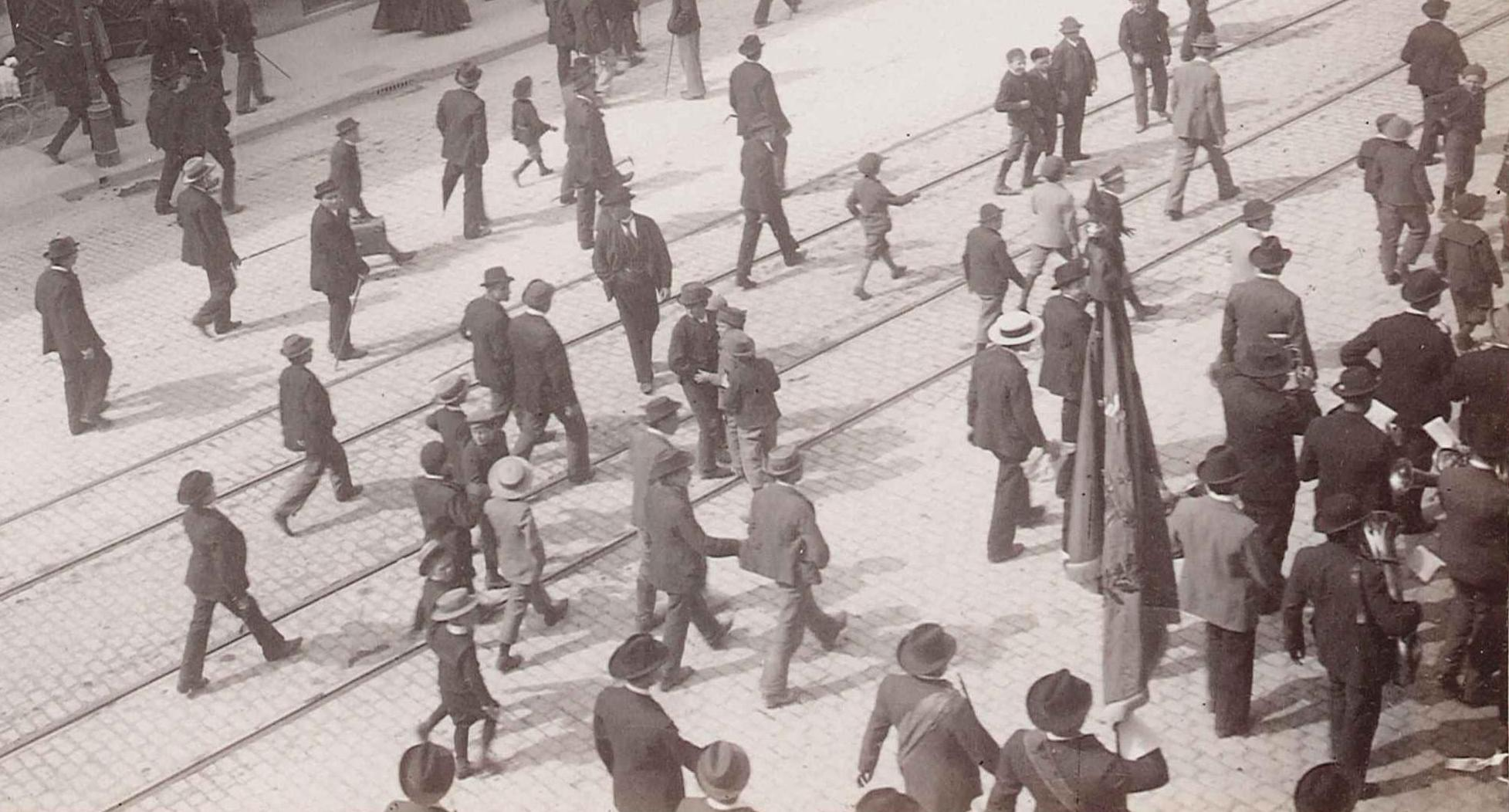
Arbeiterzug in der Neckarstraße in Stuttgart am 1. Mai 1900. Ein Arbeiter trägt die rote Fahne

Im Deutschen Bund gründete Ferdinand Lassalle 1863 mit dem Allgemeinen Deutschen Arbeiterverein (ADAV) die erste, noch genossenschaftlich orientierte Arbeiterpartei Deutschlands. Wilhelm Liebknecht und August Bebel, beide führende Mitglieder des Vereinstags Deutscher Arbeitervereine, einer zum ADAV in Konkurrenz stehenden Vereinigung, begründeten 1869 mit der Sozialdemokratischen Arbeiterpartei (SDAP) eine an der marxistischen Theorie ausgerichtete sozialdemokratische Partei. ADAV und SDAP vereinigten sich 1875 in Gotha zur Sozialistischen Arbeiterpartei Deutschlands (SAP), aus der 1890 die SPD hervorging. Ende des 19./Anfang des 20. Jahrhunderts war die Sozialdemokratie in Deutschland und den meisten anderen Staaten noch eng mit der noch jungen Gewerkschaftsbewegung verknüpft, und in ihren wesentlichen Inhalten noch deutlich an der marxistischen Theorie ausgerichtet.
Am Anfang des 20. Jahrhunderts gab es sozialdemokratische, sozialistische, kommunistische und anarchistische, daneben christliche sowie zweckorientierte („Arbeiterkrankenunterstützungsvereine“) Arbeitervereine. Zu ihren wichtigen Begründerinnen gehören Rosa Luxemburg, Clara Zetkin, Luise Zietz und Marie Juchacz.
Einen schweren Rückschlag für die sozialistische Arbeiterbewegung bedeutete der Beginn des Ersten Weltkriegs im Sommer 1914. Trotz des jahrzehntelang propagierten Internationalismus stellten sich die jeweiligen Arbeiterbewegungen der Länder nach nur kurzer Diskussion – im Sinne eines sogenannten Burgfriedens wie in Deutschland – hinter die Regierungen ihrer Nationalstaaten, um gegen ihre „Klassenbrüder“ in den Krieg zu ziehen.
Ihren Höhepunkt erreichte die Arbeiterbewegung in der Zwischenkriegszeit, in der sie partiell, etwa im „Roten Wien“ oder in Schweden den Charakter einer umfassenden Gegenkultur erreichte. Ein Netz an Vereinen und Institutionen, von der Betreuung der Jugend durch Kinderfreunde und Rote Falken bis zum Bestattungsverein, vom Arbeitersport-, Radfahr- und Wanderverein bis zur Konsumgenossenschaft organisierte zumindest beachtliche Teile der Arbeiterschaft. In Organisationen wie dem Arbeiter-Turn- und Sportbund wurde nicht nur auf nationaler, sondern auch auf internationaler Ebene Zusammenarbeit praktiziert und mit den Arbeiterolympiaden auch größere Veranstaltungen organisiert, die im sportlichen Bereich für die internationale Solidarität Symbolkraft erlangten. Auch das Rettungs- und Feuerwehrwesen wurde teilweise von Arbeiterorganisationen zusätzlich zum bestehenden errichtet. So wurden in der Zwischenkriegszeit nicht nur der Arbeiter-Samariter-Bund Österreichs, sondern vereinzelt auch Arbeiter-Feuerwehren gegründet, etwa in St. Pölten. Bei Veranstaltungen im öffentlichen Raum sorgten häufig sogenannte Martin-Kapellen für die musikalische Begleitung. Im Volksheim (auch Volkshaus genannt) konzentrierten sich politische, ökonomische und Bildungsfunktionen. Mit dem Aufstieg der Faschismen wurde der Aufstiegsoptimismus der Arbeiterbewegung gebrochen, nach 1945 kam es zwar zum Versuch der partiellen Wiederbelebung, bald aber zur Banalisierung und Entideologisierung in der beginnenden Wohlstandsepoche in den meisten westeuropäischen Staaten.
Während Gewerkschaften und Sozialdemokratie trotz weitgehend reformistischer Alltagspraxis noch in der Weimarer Republik an der Transformationsperspektive festhielten, verlor sie in der Periode des deutschen „Wirtschaftswunders“ an Bedeutung. Schrittweise verdrängte das Ziel der sozialen Ausgestaltung des Kapitalismus das seiner Überwindung.
Die Ursachen dafür waren vielfältig. Dabei gelten die Prosperitätsjahrzehnte nach 1945 als „Golden Age“ (Eric Hobsbawm) des Kapitalismus und zugleich als Phase der Erosion der traditionellen Arbeiterklasse und ihrer Bewegung. Zwar schuf die industrielle Massenproduktion noch eine gemeinsame soziale Klassenlage für große Teile der Lohnabhängigen. Doch mit diesen korrespondierte immer weniger ein entsprechendes Klassenbewusstsein. Die mikroelektronische Durchdringung des Arbeitsprozesses und der Strukturwandel in Richtung einer Dienstleistungsökonomie beförderte die Auflösung traditioneller Klassenmilieus (Individualisierung) und der Verlust an gemeinsamen Klassenerfahrungen die Herausbildung neuer Werte- und Bewusstseinmuster (Enttraditionalisierung, Konsumorientierung).

### Österreich
In Österreich fand nach ersten Anfängen in der Revolution von 1848 mit dem Wiener Arbeiterbildungsverein von 1867 eine Neugründung statt. Die österreichische Arbeiterbewegung orientierte sich zunächst eng am Beispiel der deutschen Bewegung, die Delegierten des Wiener Vereins nahmen etwa 1869 am Eisenacher Parteitag teil. Erst mit der deutschen Reichsgründung 1871 nabelte sich die Bewegung ab, nach einer Phase von Krisen und Spaltungen 1889 gründete sich mit der Sozialdemokratischen Arbeiterpartei (SDAP) eine Sozialdemokratische Partei.

### Schweiz
Die Anfänge der Arbeiterbewegung gehen in der Schweiz wie weltweit auf das 19. Jahrhundert zurück, ein Ergebnis der zunehmenden Selbsthilfeorganisationen der Arbeiterschaft zur gegenseitigen Unterstützung in Notlagen. Der schweizerische Gewerkschaftsbund und verschiedene Branchengewerkschaften wurden in den 1880er Jahren gegründet.

### Dänemark
1871 formierte sich unter Louis Pio die dänische Arbeiterbewegung. Die Gründung der dänischen Sozialdemokraten erfolgte im Herbst 1871. 1898 wurde der Gewerkschaftsbund Landsorganisationen i Danmark gegründet.

### Schweden
Die ersten schwedischen Gewerkschaftsvereine entstanden in den 1870er Jahren. Der Durchbruch kam nach der großen Streikwelle in Norrland um 1880. Diese Streiks, die unter Einsatz von Militär niedergeschlagen worden waren, machten die Bedeutung einer einheitlichen Organisation bewusst. Die Gewerkschaften schlossen sich 1898 in einem Dachverband zusammen, der LO (Landesorganisation).

### Frankreich
In Frankreich war 1791 (im zweiten Jahr der Französischen Revolution) die Gründung von Gewerkschaften und Berufsverbänden durch das Gesetz Le Chapelier verboten worden. Mit dem Gesetz vom 21. März 1884 (auch Gesetz Waldeck-Rousseau) wurde dieses Verbot aufgehoben.
Die Confédération générale du travail (CGT; Allgemeiner Gewerkschaftsbund) wurde im September 1895 auf einem Kongress in Limoges durch den Zusammenschluss der Fédération des bourses du travail und der Fédération nationale des syndicats gegründet. Die CGT steht traditionell der Kommunistischen Partei Frankreichs nahe.
Noch zu Beginn des Ersten Weltkriegs war die CGT der einzige französische Gewerkschaftsbund. Der zunehmend tiefe Gegensatz zwischen Reformisten und Revolutionären führte allerdings 1921 zur Spaltung der Organisation. Die moderaten Kräfte verblieben in der CGT, während die radikaleren Kräfte mit der Confédération Générale du Travail Unitaire (CGTU) einen neuen Gewerkschaftsbund aus der Taufe hoben.
Am 6. Februar 1934 kam es in Paris zu schweren Auseinandersetzungen zwischen rechtsextremen antiparlamentarischen Gruppierungen und der Polizei, die mindestens 15 Tote und tausende Verletzte forderten. Ängste vor einem faschistischen Staatsstreich halfen schließlich, die Spaltung der Linken zu überwinden und führten im März 1936 zur Wiedervereinigung von CGT und CGTU. Wenig später, am 3. Mai 1936, gewann die geeinte Linke die Parlamentswahlen, und Léon Blum wurde im Zeichen der Volksfront erster jüdischer und sozialistischer Premierminister Frankreichs.

### Niederlande
Die niederländische Arbeiterbewegung entstand in der zweiten Hälfte des 19. Jahrhunderts zusammen mit dem revolutionären Sozialismus und Anarchismus.

### Vereinigte Staaten
Ungefähr die Hälfte der Bevölkerung in den nordamerikanischen Britischen Kolonien waren um 1750 abhängig beschäftigt. Anders als in Europa war die soziale Situation der Arbeiter recht heterogen, was einem Zusammenschluss von Arbeitern mit dem Ziel der Verbesserung ihrer Situation entgegenstand. Die abhängig Beschäftigten lassen sich in zwei Großgruppen unterteilen: Erstere besteht aus jenen männlichen Weißen, die als Sträflinge, Zwangsarbeiter oder Schuldner aus dem angelsächsischen Mutterland in die Kolonien verschifft wurden, nach Ableistung der ihnen aufgebürdeten Arbeit jedoch zu freien Bürgern wurden, und zweitere aus rechtlosen Sklaven. Ein bezeichnendes Bild ist die Bevölkerungsgliederung von Carolina im Jahr 1708: von circa 9.580 Einwohnern (darunter etwa 1.400 Indigene) waren ungefähr 4.100 Sklaven.

## Forderungen

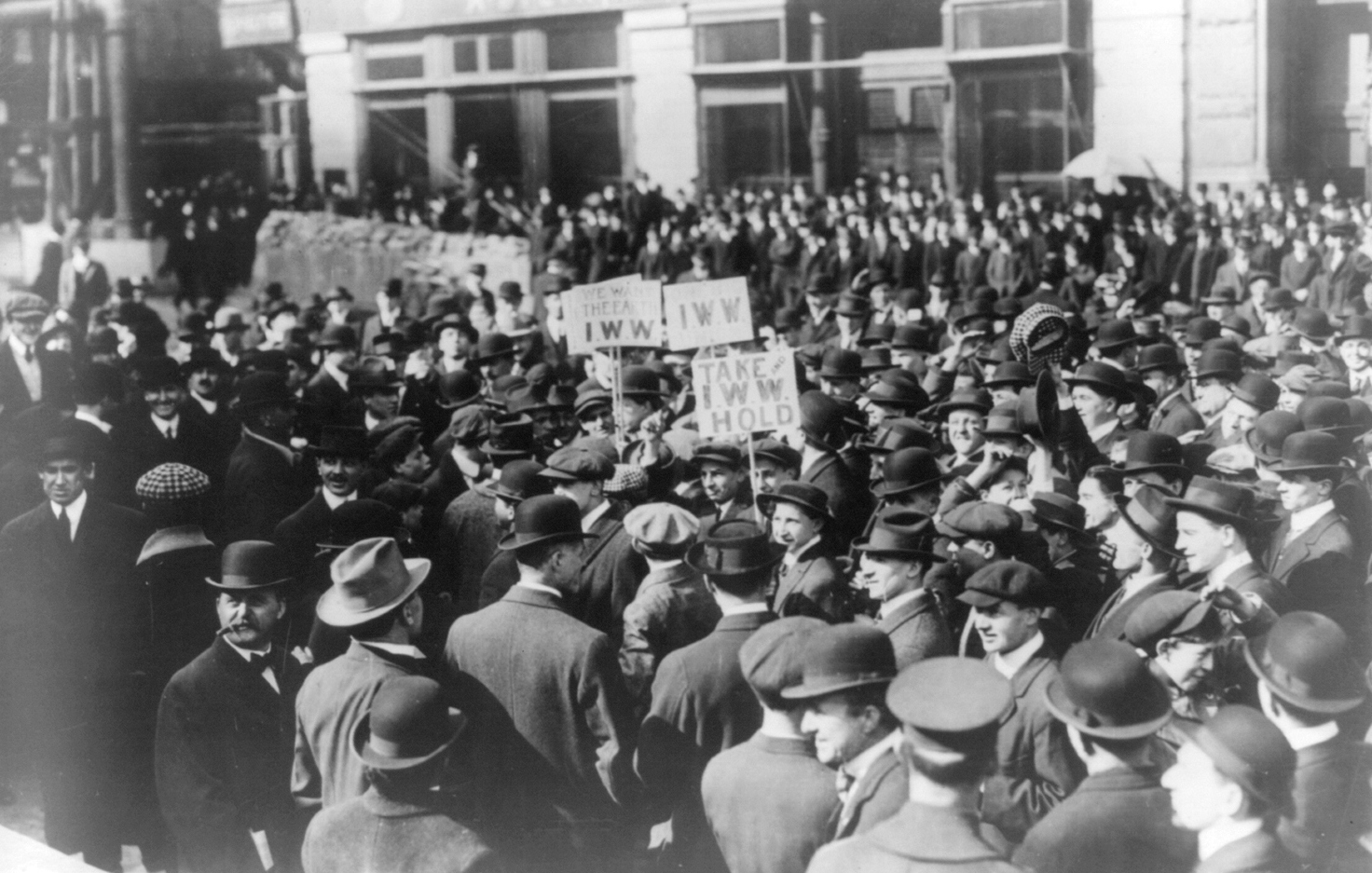
Demonstration der Industrial Workers of the World 1914 in New York

Grundsätzliche Forderungen der frühen Arbeiterbewegungen waren das allgemeine Wahlrecht (beispielhaft ist der Kampf der Chartisten in England), die Freiheit der Vereinsbildung und Versammlung, die Koalitionsfreiheit und das Streikrecht. Bezogen auf die Lohn- und Arbeitsbedingungen lautete eine frühe Forderung der (englischen) Arbeiterbewegung: „Eine faire Arbeit für einen fairen Lohn“ Zur Erreichung des generellen Ziels eines menschenwürdigen Daseins wurden Mindestlöhne durch Tarifvertrag oder staatliche Regelung, der „Achtstundentag“, später die „Fünftagewoche“, Arbeitsschutz, der Kündigungsschutz und die Absicherung bei Krankheit und Arbeitslosigkeit, den staatlich fixierten Mindestlohn angestrebt. Diese sozialpolitischen Errungenschaften wurden durch Wahlrechtsbewegungen, langwierige Streiks und Kollektivverhandlungen sowie öffentlichkeitswirksame Kampagnen Stück für Stück erkämpft. Die aktuellen Forderungen nach einem europäischen Mindestlohn zeigen, dass Forderungen dieser Art auch heute noch von den Erben der Arbeiterbewegung, den Gewerkschaften, erhoben werden.

## Filme
- „Nicht länger nichts.“ Geschichte der Arbeiterbewegung. Vierteiliger Dokumentationsfilm von Stan Neumann für Arte (Frankreich 2020)

## Zeitschriften
- Arbeit – Bewegung – Geschichte. Zeitschrift für historische Studien ISSN 1610-093X
- Labor: Studies in Working-Class History of the AmericasISSN 1547-6715
- Wildcat
- International Labor and Working-Class History
- Archiv für die Geschichte des Widerstands und der Arbeit
- Labor history